# Clic clic pan pan
Pour les articles homonymes, voir Pan pan.
Clic clic pan pan est une chanson écrite et interprétée par Yanns, et composée par Marco Bressan. Elle est sortie le 10 décembre 2021, et est le dernier titre de l'album Pays des merveilles sorti le 4 février 2022.
Titre le plus connu de son auteur, il est un succès populaire, certifié single de diamant et comptabilisant plus de 100 millions d'écoutes sur Spotify et 150 millions de vues sur YouTube.
En 2024, Clic clic pan pan est l'hymne de la comédie à succès Un p'tit truc en plus.

## Histoire

### Génèse et publication virale sur TikTok
En 2020, diffusant jusqu'alors ses titres sur YouTube, Yanns décide de poster des extraits de ses chansons sur l'application TikTok. Le succès est immédiat avec un grand nombre d'abonnés à la clé.
C'est dans ce contexte que Yanns publie la chanson Clic clic pan pan le 10 décembre 2021. L'artiste l'a élaborée peu avant, lors d'un retour en TGV d'un concert en compagnie de son frère Gosh, durant lequel la mélodie est venue ainsi que le refrain,. Les onomatopées employées sont des éléments linguistiques que le chanteur affectionne, il en utilise régulièrement dans ses titres. La chanson complète est écrite et enregistrée en studio dans la foulée de ce trajet en train,.
S'étant approprié les codes de TikTok, en créant des challenges ou des chorégraphies notamment, il imagine ainsi sur le refrain de Clic clic pan pan une danse fondée sur un signe de la main en forme de pistolet. Le refrain et le geste associé aisés à retenir deviennent virales, bénéficiant de 8,5 millions de vues enregistrées en un mois sur l'application, ainsi que de plus de 138 000 reprises en quelques mois.

### Succès populaire
Au 1er février 2022, le titre compte près de 3 millions de streams cumulés sur Spotify. 3 jours plus tard, Yanns sort son troisième album intitulé Pays des merveilles et comprenant 16 titres dont Clic clic pan pan.
Le succès se confirme et s'accroît au fil des mois, Clic clic pan pan est ainsi classée no 1 au Club 40, diffusée assidûment par les radios, permettant d'ailleurs à la chanson d'atteindre en mai le top 15 des titres les plus diffusés en France, puis devient un tube de l'été. C'est d'ailleurs en juillet que Clic clic pan pan est certifiée single de diamant.
Le tube permet ainsi à Yanns d'être nommé dans la catégorie Révélation francophone de l'année aux NRJ Music Awards, et de recevoir le W9 d'or de la révélation streaming 2022. Clic clic pan pan est aussi en compétition dans La Chanson de l'année 2022, et l'album est certifié disque d'or 8 mois après sa sortie avec plus de 50 000 ventes. Le titre termine l'année 7e au classement du Top Singles 2022.

### Hymne d'Un p'tit truc en plus
Le 1er mai 2024 sort en salles la comédie Un p'tit truc en plus d'Artus, dans laquelle Clic clic pan pan a été choisie pour sa bande originale. Le refrain du tube y est également entonné à de multiples reprises par les acteurs, faisant de la chanson l'hymne du film. Ce dernier se révèle être un très grand succès commercial, dépassant les 10,8 millions d’entrées en France, et se classant dans le top 20 des plus gros succès du cinéma français en termes d'entrées. Ainsi, cet engouement a des répercussions notables sur Clic clic pan pan avec une augmentation importante des écoutes du titre, deux ans et demi après sa sortie,.
Le tube accompagne d'ailleurs les comédiens du film lors de leur passage sur le tapis rouge du Festival de Cannes 2024,.
En fin d'année, la chanson comptabilise près de 100 millions de streams sur Spotify.

## Analyse
Selon Le Figaro, Clic clic pan pan est un « morceau au rythme entraînant et aux paroles accessibles ».
La longévité de la popularité du titre assure une rémunération importante pour Yanns, lui faisant dire lors d'une interview en 2024 que cette chanson « est [s]on Born to Be Alive ».

## Clip vidéo
Le clip est lui aussi sorti le 10 décembre 2021 et a été réalisé par MXII Films. Fin 2024, il cumule plus de 150 millions de vues sur YouTube.

## Reprise
Clic clic pan pan est interprétée lors de l'édition 2025 des Enfoirés.

## Classements

### Classements hebdomadaires
| Classement (2024)                       | Meilleure position |
| --------------------------------------- | ------------------ |
| Belgique (Wallonie Ultratop 50 Singles) | 18                 |
| France (SNEP)                           | 5                  |
| France (SNEP Radio)                     | 14                 |

### Certification
| Pays   | Organisme | Certification | Seuil                            |
| ------ | --------- | ------------- | -------------------------------- |
| France | SNEP      | Diamant       | 50 millions d'équivalent streams |

## Historique de sortie
| Pays   | Date             | Format                                | Label         |
| ------ | ---------------- | ------------------------------------- | ------------- |
| France | 10 décembre 2021 | Téléchargement, streaming, Clip vidéo | Prodige music |